# Garadna
Garadna là một thị trấn thuộc hạt Borsod-Abaúj-Zemplén, Hungary. Thị trấn này có diện tích 9,78 km², dân số năm 2010 là 447 người, mật độ 46 người/km².